# Fernando Tovar
Fernando Tovar (San Fernando de Apure, Apure; 2 de junio de 1981), conocido artísticamente como El Alcaraván, es un cantante y compositor venezolano de música llanera.
El artista ha recibido reconocimientos en el ámbito musical a nivel nacional, incluyendo premios como "La Voz Popular", "Voz Clarisiana" y "Taburete de Oro", entre otros. Además, ha lanzado dos producciones discográficas tituladas "Yacimiento de Amor" y "Dignidad", en las cuales se destacan canciones como "Periódico de ayer", "El Alcaraván", "Veredicto", "Corazón Blindado", "Mientras exista en el mundo" y otras.

## Biografía
Originario del municipio San Fernando de Apure, desde temprana edad mostró un marcado interés por la música llanera, destacándose como compositor y cantante. A los 9 años, obtuvo el segundo lugar en el Festival Carrusel Infantil, un evento en honor a Simón Díaz, que se celebró en San Fernando de Apure. Esta experiencia marcó su inicio en el camino de la música y lo llevó a participar exitosamente en numerosos festivales infantiles locales, regionales y nacionales.

## Carrera musical
En 1991, ganó el certamen Cantaclaro Regional, representando al estado Apure, en un evento celebrado en Valle de la Pascua, estado Guárico, y fue galardonado con "La Voz Popular". Durante ese mismo año, participó en el programa Festichamo, presentado por el maestro Simón Díaz, y llegó hasta la final. En el año 2006, emprendió un viaje al continente europeo, visitando países como Suiza, España y Francia en el marco de un intercambio cultural, representando a Venezuela con orgullo. Además, ha tenido la oportunidad de visitar países en América Latina, tales como Colombia, Chile, Argentina, Ecuador y Perú. 
El 2 de marzo de 2007, lanzó su álbum "Yacimiento de Amor", seguido por su segundo álbum "Dignidad" el 7 de junio de 2013.
En enero de 2020, participó en la canción "A Mi También" junto a un grupo de destacados artistas, incluyendo a Luis Silva, Reynaldo Armas, Cholo Valderrama, Jorge Guerrero, Walter Silva, Jhon Onofre, Alejandro Rondón, Esteban Louis, Susana Díaz, Fabiana Ochoa, Carlos Rico, Daniel Gualdrón, Miguelito Díaz, Ignacio Rondón, Asdrúbal Casanova, Rosángela Belisario, Joseíto Oviedo, Javier Eduardo, Guillermo Galindo, Jeanette Osal y Milena Benítez.
El 21 de septiembre de 2023, colaboró con el cantautor Miguelito Díaz en el lanzamiento de la canción "Llanerías".

## Discografía
- Yacimiento de Amor (2007)[5]
- Dignidad (2013)[10]

## Premios y reconocimientos
Ha sido galardonado en múltiples ocasiones con premios como el "Mara de Oro", "Gran Águila de Venezuela", y "La Estrella de Venezuela".

### Premios Latino Music Awards
Fernando Tovar recibió nominaciones en las categorías de "Mejor Artista de Música Llanera" y "Mejor Canción de Música Llanera" en los Premios Latino Music Awards celebrados en el Movistar Arena de Bogotá, Colombia.
| Año  | Categoría(s)                    | Nominación             | Resultado | Ref.   |
| ---- | ------------------------------- | ---------------------- | --------- | ------ |
| 2023 | Mejor Artista de Música Llanera | Fernando Tovar         | Nominado  | [ 11 ] |
| 2023 | Mejor Canción de Música Llanera | Muchachita De Mi Llano | Nominado  |        |